# Allan Karlsson
Pour les articles homonymes, voir Karlsson.
Allan Karlsson est un ancien fondeur suédois né en 1911 et décédé en 1991.

## Championnats du monde
- Championnats du monde de ski nordique 1934 à Solleftea 
  -  Médaille de bronze sur en relais 4 × 10 km.